# Eleições parlamentares europeias de 1989 (Dinamarca)
As eleições parlamentares europeias de 1989 na Dinamarca, realizadas a 15 de Junho, serviram para eleger os 16 deputados do país para o Parlamento Europeu.

## Resultados Nacionais
| Partido                 | Partido                        | Votos     | %               | +/-  | Deputados | +/-     |
| ----------------------- | ------------------------------ | --------- | --------------- | ---- | --------- | ------- |
|                         | Partido Social-Democrata       | 417 076   | 23,31 / 100,00  | 3,97 | 4 / 16    | 1       |
|                         | Movimento Popular contra a CEE | 338 953   | 18,94 / 100,00  | 1,73 | 4 / 16    | Estável |
|                         | Partido Liberal                | 297 565   | 16,63 / 100,00  | 4,22 | 3 / 16    | 1       |
|                         | Partido Popular Conservador    | 238 760   | 13,34 / 100,00  | 7,35 | 2 / 16    | 2       |
|                         | Partido Popular Socialista     | 162 902   | 9,10 / 100,00   | 0,07 | 1 / 16    | Estável |
|                         | Democratas de Centro           | 142 190   | 7,95 / 100,00   | 1,36 | 2 / 16    | 1       |
|                         | Partido do Progresso           | 93 985    | 5,25 / 100,00   | 1,82 | 0 / 16    | Estável |
|                         | Partido Social-Liberal         | 50 196    | 2,81 / 100,00   | 1,18 | 0 / 16    | Estável |
|                         | Partido Popular Cristão        | 47 768    | 2,67 / 100,00   | 0,06 | 0 / 16    | Estável |
| Votos Inválidos         | Votos Inválidos                | 22 163    | 1,22 / 100,00   | 0,48 |           |         |
| Total                   | Total                          | 1 811 558 | 100,00 / 100,00 |      | 16 / 16   | 1       |
| Eleitorado/Participação | Eleitorado/Participação        | 3 923 549 | 46,17 / 100,00  | 5,83 |           |         |